# Pepita Laguarda Batet
Pour les articles homonymes, voir Laguarda et Batet.
Pepita Laguarda Batet, née à Barcelone en 1919 et morte à Grañén (Huesca) sur le Front d'Aragon en 1936, est une jeune antifasciste catalane engagée contre les nationalistes pendant la guerre d'Espagne. 
Elle est considérée comme étant la plus jeune soldate à être morte au combat durant le conflit.

## Biographie
Née à Barcelone, Pepita Laguarda vit à l'Hospitalet de Llobregat, dans le quartier de Santa Eulàlia avec ses parents et ses trois frères. Sa mère, Matilde Batet, est une ouvrière adhérente de la CNT. La jeune Pepita s'intéresse donc naturellement aux idées anarchistes.  
Lorsqu'éclate la guerre d'Espagne en 1936, elle s'engage comme infirmière dans un hôpital de Sarrià. Très vite, elle apprend que des volontaires sont recrutés pour se battre dans les zones de combat. Elle décide alors de s'engager, contre l'avis de son père qui l'accompagne jusqu'au centre de recrutement de la caserne Miguel Bakounine de Pedralbes pour la faire changer d'avis, en vain.
Lorsqu'elle avise de sa décision son petit ami Juan López Carvajal, également militant de la CNT, celui-ci décide de la suivre à la guerre. Le jeune couple prend les armes au sein de la colonne Ascaso et part se battre sur le Front d'Aragon.
Enthousiaste et volontaire, Pepita exige de se battre sur le front, plutôt qu'à l'arrière. Le 30 août débute alors l'attaque sur Huesca.
Le 1er septembre 1936, alors qu'elle se bat depuis des heures, elle est grièvement blessée à l'épaule, sous le feu, à 5h du matin. Prise en charge par la Croix-Rouge, elle est transférée à l'hôpital de Vicién pour des premiers soins. Son état oblige à l'envoyer à l'hôpital de Grañén où elle meurt à 9h30, dans les bras de son compagnon. 
Elle est alors la plus jeune soldate à être morte au combat durant le conflit. 
Juan se charge des papiers du décès, et en informe Solidaridad Obrera, bouleversé par la mort de celle qui fut son premier amour. Il évoque notamment sa relation avec Pepita dans son autobiographie Mémoires de ma vie .

## Postérité
- Pepita Laguarda Batet est morte le jour où eut lieu l'exécution de la journaliste française Renée Lafont fusillée par les nationalistes près de Cordoue[15].
- Dans le contexte de la récupération historique du rôle des femmes dans la guerre[16] en œuvre en Espagne[17], le parcours de Pepita Laguarda Batet fait l'objet de recherches, notamment de la part de la cinéaste et écrivaine Tània Balló[18].

## Galerie

Pepita Laguarda Batet
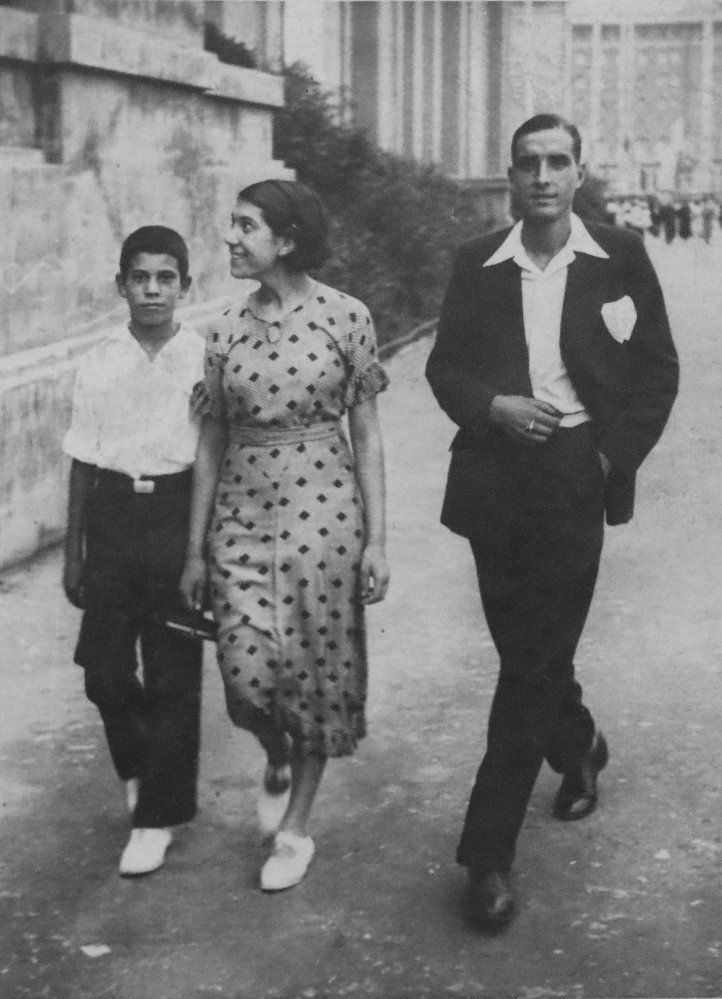
Pepita Laguarda Batet et Juan López Carvajal sur la place d'Espagne de Barcelone en 1936.
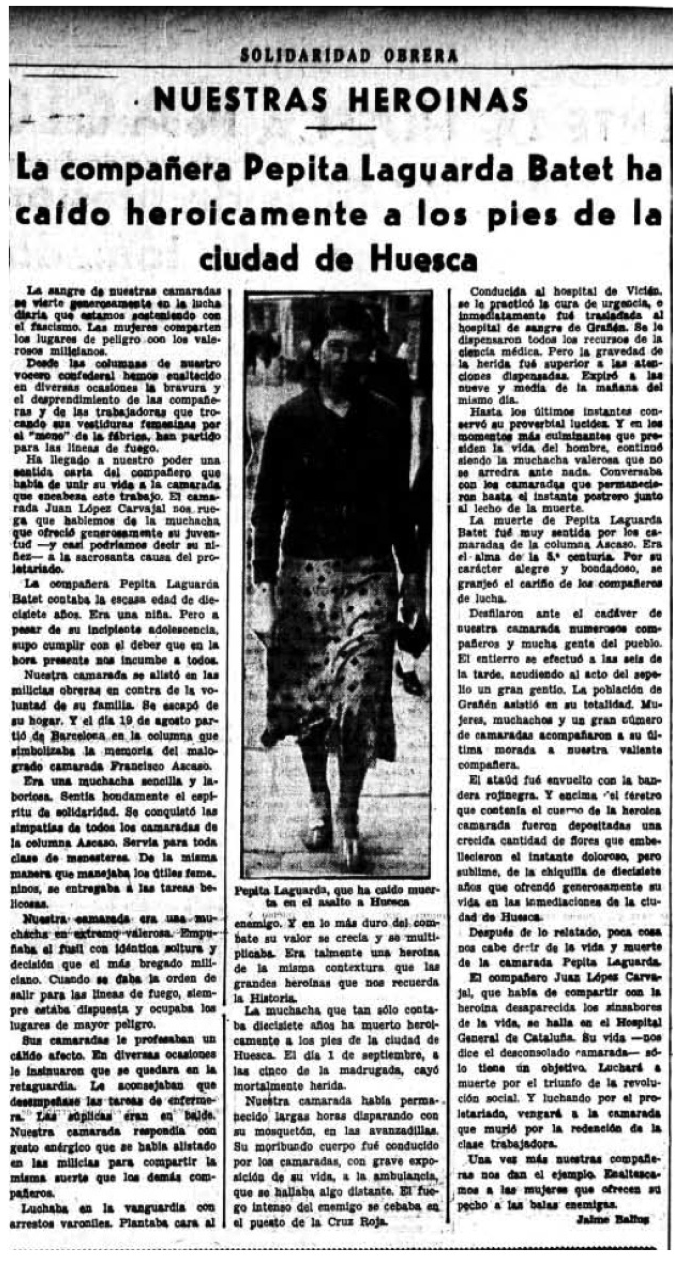
article de Solidaridad Obrera lors de son décès sur le Front d'Aragon.
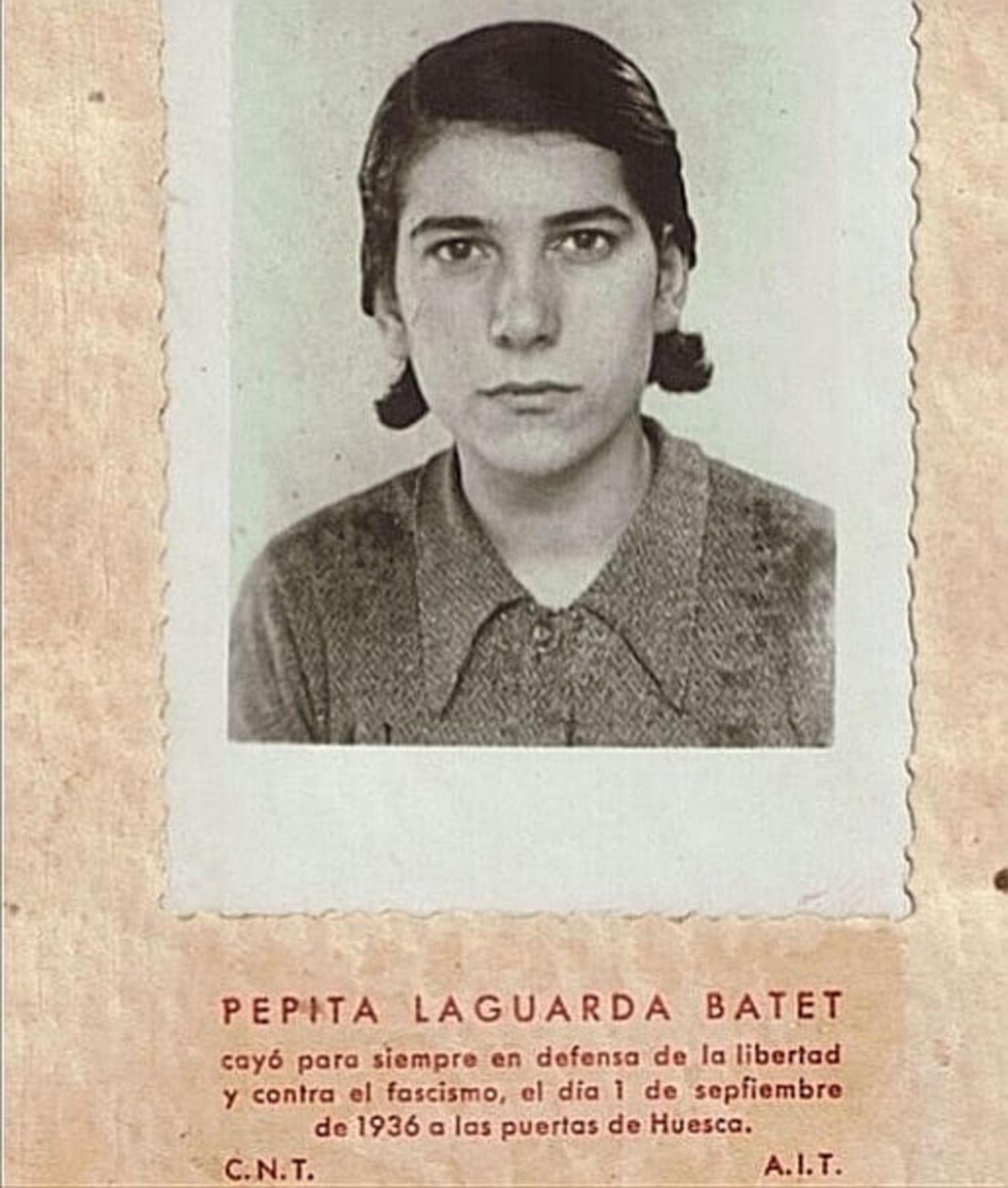
Avis de décès paru dans le journal Solidaridad Obrera (1936), Kate Sharpley Library .